# Twierdzenie Hartmana-Grobmana
Twierdzenie Hartmana-Grobmana – twierdzenie jakościowej teorii równań różniczkowych zwyczajnych mówiące, że jeśli macierz linearyzacji równania nie ma czysto urojonych wartości własnych, to równanie jest topologicznie sprzężone ze swoją linearyzacją.

## Pojęcie topologicznego sprzężenia równań różniczkowych
Niech {\displaystyle \Omega } będzie niepustym zbiorem otwartym w {\displaystyle n}-wymiarowej przestrzeni euklidesowej. Niech {\displaystyle f} i {\displaystyle g} będą funkcjami określonymi na {\displaystyle \Omega } o wartościach w rzeczywistej przestrzeni euklidesowej {\displaystyle n}-wymiarowej spełniającymi lokalny warunek Lipschitza. Mówimy, że równania różniczkowe: {\displaystyle x'(t)=f(x(t))} oraz {\displaystyle x'(t)=g(x(t))} są topologicznie równoważne na otoczeniu punktu {\displaystyle x_{0}\in \Omega } (czyli mają taką samą strukturę jakościową na otoczeniu tego punktu), jeżeli istnieje otwarte otoczenie {\displaystyle U} tego punktu oraz homeomorfizm {\displaystyle H\colon U\to V=H(U)\subset \Omega } odwzorowujący trajektorie fazowe równania {\displaystyle x'(t)=f(x(t))} w {\displaystyle U} na trajektorie fazowe równania {\displaystyle x'(t)=g(x(t))} w {\displaystyle V} i zachowujący orientację. Jeżeli homeomorfizm {\displaystyle H} zachowuje jednocześnie parametryzację przez czas, to równania te nazywamy topologicznie sprzężonymi.

## Twierdzenie
Niech {\displaystyle \Omega } będzie niepustym zbiorem otwartym w {\displaystyle n}-wymiarowej przestrzeni euklidesowej. Niech {\displaystyle \phi } oznacza układ dynamiczny indukowany przez równanie różniczkowe zwyczajne
{\displaystyle x'(t)=f(x(t)),}
gdzie {\displaystyle f\colon \Omega \longrightarrow \mathbb {R} ^{n}} jest odwzorowaniem klasy {\displaystyle C^{1}.} Niech {\displaystyle x_{0}\in \Omega } będzie takim punktem stacjonarnym równania
{\displaystyle x'(t)=f(x(t)),}
że
{\displaystyle \sigma (Df(x_{0}))\cap i\mathbb {R} =\varnothing .}
Wówczas równania
{\displaystyle x'(t)=f(x(t)),}
{\displaystyle x'(t)=Df(x_{0})x(t)}
są sprzężone topologicznie na pewnym otoczeniu punktu {\displaystyle x_{0},} tzn. istnieje takie otwarte otoczenie {\displaystyle U\subseteq \Omega } punktu {\displaystyle x_{0}} oraz homeomorfizm {\displaystyle h\colon U\longrightarrow V=h(U)\subseteq \Omega ,} że
{\displaystyle \forall \xi \in U\ \exists J(\xi )\subseteq \mathbb {R} \ \forall t\in J(\xi )\ h\circ \phi (t,\xi )=e^{Df(x_{0})t}\cdot h(\xi ).}